# Shrone Austin
Shrone Austin (sinh ngày 31 tháng 1 năm 1989) là một vận động viên bơi lội người Seychelles, người chuyên về các sự kiện tự do và bơi ếch. Cô lần đầu tiên tham gia cuộc thi bơi ngửa 100 m hạng mục nữ tại Thế vận hội Mùa hè 2004, trước khi chuyển hướng sang bơi tự do đường dài tại Thế vận hội Mùa hè 2008. Ngoài sự nghiệp Olympic của mình, Austin đã thu thập tổng cộng sáu huy chương (ba câm và ba đồng) trong hai mùa giải của Thế vận hội toàn châu Phi (2003 và 2011).
Austin đã làm nên lịch sử bơi lội của riêng mình, với tư cách là vận động viên trẻ nhất của Seychelles (15 tuổi), tại Thế vận hội Mùa hè 2004 ở Athens, nơi cô thi đấu ở nội dung bơi ếch 100 m. Thi đấu trong một trận đường đua căng thẳng, cô đã giành được vị trí thứ ba và bốn mươi ba khắc trong tổng số 1: 19,02 trong cuộc đời mình, gần như là một phần hai giây sau Varduhi Avetisyan của Armenia (0,15) và Olympian và nhà vô địch ba lần Katerine Moreno (0,67).
Tại Thế vận hội Mùa hè 2008 ở Bắc Kinh, Austin đã quyết định bỏ chuyên môn về boi ngửa của cô, và thay vào đó thử thách bản thân với một đường đua tự do đường dài. Đánh bại đối thủ Hungary Boglárka Kapás, và đối thủ Thái Lan Natthanan Junkrajang (người sau này buộc phải rút ra khỏi Prelims) ở đường đua tự do 400 m, Austin đã thể hiện phong độ bơi đều đặn trong suốt cuộc đua, nhưng không thể bám kịp đối thủ Hungary cô ở đích để hoàn thành vị trí thứ hai và bốn mươi mốt khắc tại 4: 35,86.
Austin cũng đã tham gia ba sự kiện tại Đại hội Thể thao Khối thịnh vượng chung năm 2006 được tổ chức tại Melbourne, Úc, cô đã tham gia các sự kiện tự do trong đường đua 200 mét, 400 mét  và 800 mét  nhưng không giành được chiến thắng nào của ba sự kiện.

## Thành tựu
Austin đã giành giải Nữ vận động viên Seychelles của năm 2003 khi cô mới 14 tuổi.

## liên kết ngoài
- Hồ sơ Thế vận hội NBC